# رود فصلی هرنج
 رود فصلی هرنج یک رود در حوضه آبریز دریاچه نمک در استان البرز ایران است که از البرز سرچشمه می‌گیرد. این رود در ارتفاع ۱۸۴۲ متری واقع شده است.